# Canon antiaérien

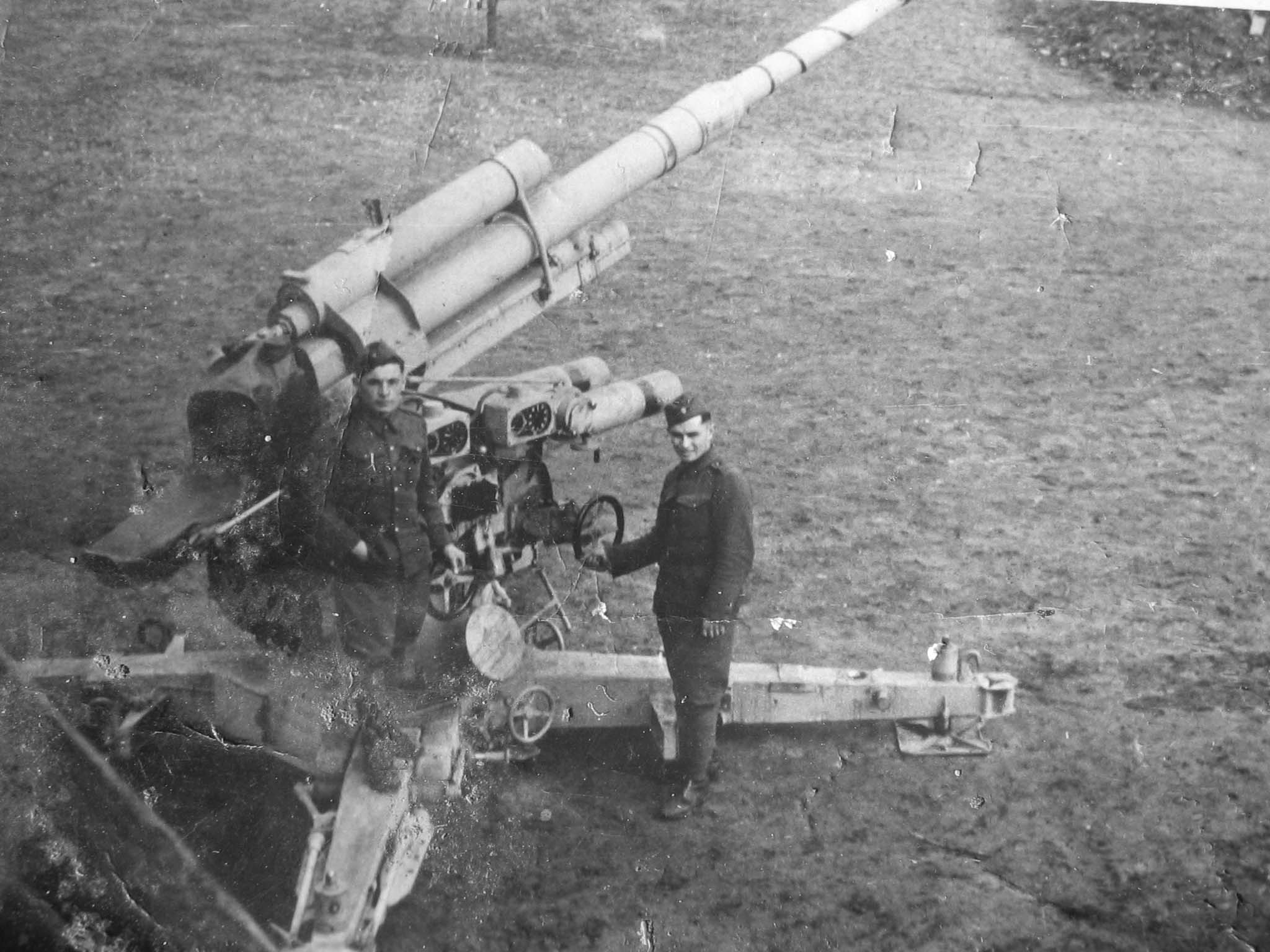
Canon de 88 mm pris par la résistance slovaque, le plus célèbre de sa catégorie, le Flak 88.

Les canons antiaériens sont des armes à feu de moyen ou gros calibre créées pour défendre l'infanterie, les blindés (chars d'assaut, transports de troupes…) et les navires des attaques aériennes (avions et hélicoptères) : leur histoire est donc liée à l'histoire de l'aviation militaire et à celle de la lutte antiaérienne.

## Description
Depuis le milieu de la guerre froide, les canons antiaériens ont en général un calibre très petit (< 30 mm), ce qui leur permet d'utiliser des obus légers, avec une cadence de tir bien plus élevée que celle des obus classiques. Celle-ci leur est nécessaire, dans la mesure où leurs projectiles n'atteignent pas tous leur cible et où les avions et hélicoptères volent vite.
Ils sont installés sur un support fixe (bases militaires, villes importantes…) ou mobile (transports de troupes, navires de guerre…) inclinable à presque 90° (verticalement) et capable de tourner sur lui-même.

## Histoire

### Premières occurrences

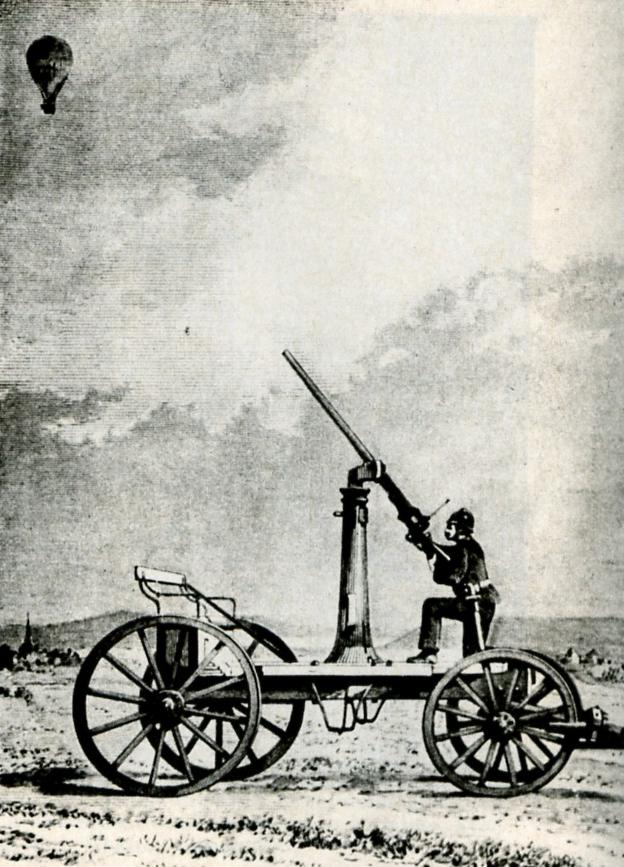
Canon anti-ballons

En 1870, au cours du siège de Paris, des ballons montés, avec nacelle, ont été utilisés pour transporter le courrier civil ou militaire, des passagers et des pigeons voyageurs. Sollicité pour trouver une riposte, l'industriel allemand Krupp construisit plusieurs mousquets anti-ballons. Ce furent les premiers canons antiaériens.
Le premier avion abattu au combat est un monoplan Nieuport italien abattu par une batterie de mitrailleuses le 10 septembre 1912 durant la guerre italo-turque.

### Première Guerre mondiale
C'est durant la Première Guerre mondiale, qu'eurent lieu les premiers combats aériens. Parallèlement aux chasseurs, furent développés des avions dont le rôle était de « bombarder » les tranchées ennemies (en fait, au tout début, il ne s'agissait pas de bombardement tel que nous le concevons actuellement : les pilotes lançaient à la main depuis leur avion des briques, des grenades, des pierres… voire des boites de corned-beef , mais également des fagots de fléchettes en acier conçues pour cet usage),. Les poilus durent donc apprendre à se défendre contre ces « bombardiers ».

### Seconde Guerre mondiale
De grandes évolutions ont lieu dans l’entre-deux-guerres. Bien que certaines pièces de la Première Guerre mondiale demeurent en service en 1939, par exemple le canon français de 75 mm, les canons antiaériens évoluent de pair avec l’aviation et des armes d’une fiabilité et d’une puissance considérables voient le jour entre les années 1920 et 1940, comme le canon de 88 mm allemand, le cannone da 75/46 C.A. italien ou le canon de 85 mm soviétique. Le progrès ne concerne pas que les canons, mais également les affûts, les systèmes de conduite de tir et les munitions, ce qui permet d’atteindre avec plus de certitude des avions volant plus vite et plus haut.

### Guerre froide
Au XXIe siècle, il est quasi impossible d'abattre un chasseur moderne ou un bombardier stratégique avec un canon antiaérien du fait des vitesses importantes ou des altitudes auxquelles ils opèrent. La vitesse de pointage en direction (azimut) et de l’élévation du canon a été accélérée par des systèmes électro-pneumatiques ou hydrauliques et parfois télécommandés par un radar de tir à la place des manivelles (et de la recopie des données des APT) de la Seconde Guerre mondiale mais elle reste insuffisante. Les canons antiaériens restent toutefois efficaces contre les avions volant à très basse altitude (strafing), les hélicoptères voire les drones. Des systèmes d'armes à très grande cadence de tir (de type Phalanx CIWS) sont utilisés depuis les années 1980 dans la lutte antimissile à bord de navires de guerre et, depuis les années 2000, à terre également contre les projectiles d'artillerie et les roquettes.
Durant la guerre du Viêt Nam, et plus récemment en Irak, les Américains ont perdu un nombre non négligeable d'aéronefs abattus par les tirs groupés d'infanterie (fusils et mitrailleuses légères). La méthode qui consiste à tirer en l'air et créer un mur de « ferraille », bien que d’un rendement douteux, oblige les aviateurs à éviter ces zones, même à risques limités.

### XXIe siècle
L'emploi des canons anti-aériens pour lutter contre la menace des attaques saturantes par drones, comme vu dans le conflit en Ukraine, revient en vogue dans les années 2020.

## Principes

### Pointage
L’artillerie antiaérienne utilisant des projectiles non guidés, un aéronef en vol présente pour elle une cible particulièrement difficile à atteindre. Ceux-ci peuvent en effet non seulement évoluer dans les trois dimensions, mais sont souvent également très maniables, ce qui complexifie la prévision de leur trajectoire. Par ailleurs, il faut tenir compte de la trajectoire de l’obus, qui n’est pas rectiligne, ainsi que du temps de vol de celui-ci. Enfin, il faut pouvoir déterminer la distance et l’altitude afin de pouvoir correctement régler les fusées.
Jusqu’à la fin de la Seconde Guerre mondiale, ces données sont généralement obtenues par un télémètre. Des modèles portatifs existent, mais la taille de l’instrument influant directement sur sa précision, il est plus fréquent d’utiliser un grand télémètre situé au centre de la batterie. Le pointage des pièces est ensuite déterminé par calcul à partir de ces données. D’abord réalisés à la main, ces calcul sont rapidement confiés à des calculateurs de plus en plus sophistiqués. Les moyens de transmissions de l’information aux pièces évoluent également rapidement : d’abord transmises oralement, les données de pointage sont ensuite relayées depuis le calculateur sur des répétiteurs placés à proximité des pièces, avant que le pointage soit finalement géré automatiquement par le calculateur central. À partir du milieu de la Seconde Guerre mondiale, le télémètre commence progressivement à être remplacé par la guidage radar, plus précis.

### Projectiles
La faible cadence de tir et le temps de vol des projectiles de gros calibre a pour conséquence qu’il est hautement improbable de toucher directement un aéronef. Par conséquent ces obus cherchent plutôt à détruire la cible par la puissance de leur explosion. ils n’ont donc pas besoin d’atteindre l’aéronef, mais seulement d’exploser à une proximité suffisante. Pour ce faire, ces obus sont dotés de fusées adaptées. Initialement celles-ci sont essentiellement des fusées à temps, qui déclenchent l’explosion de l’obus après une certaine durée. Cela implique toutefois de pouvoir déterminer le temps qui va s’écouler entre le moment où la fusée est réglée et celui où l’obus va se trouver à proximité de la cible. Les fusées de proximité apparaissent pendant la Seconde Guerre mondiale et constituent une avancée majeure. En effet, celles-ci déclenchent l’explosion automatiquement lorsque l’obus approche de la cible, ce qui élimine le besoin de réglage et toute l’imprécision qui en découle.

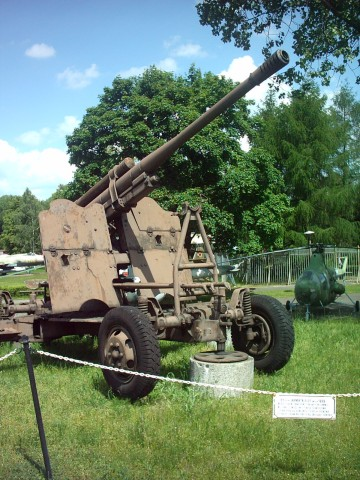
Canon soviétique de 85 mm.
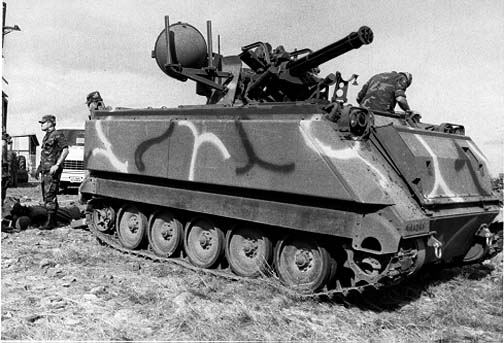
M163 VADS mis en service à la fin des années 1960 par les États-Unis, il équipé d'un canon multitubes de 20 mm M61 Vulcan.
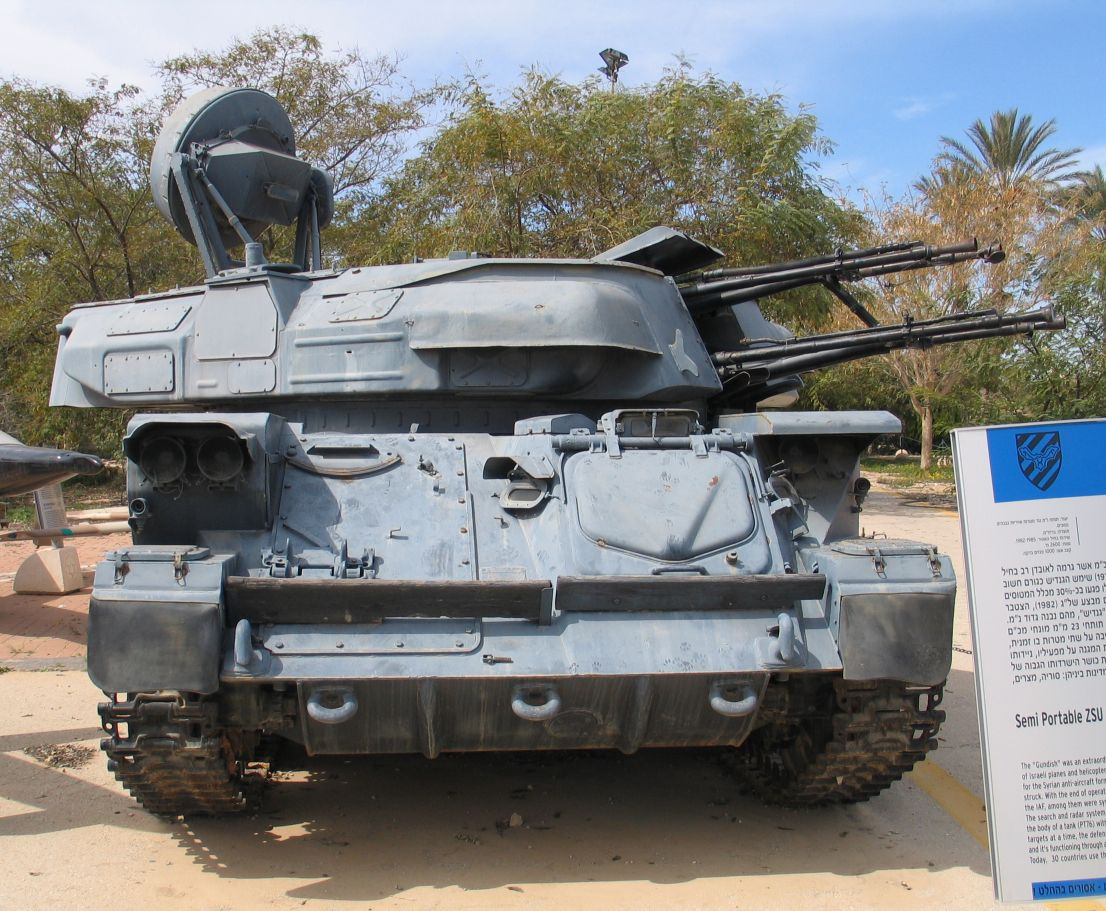
Son contemporain soviétique, le ZSU-23-4 qui a fait des ravages dans les guerres du Proche-Orient.
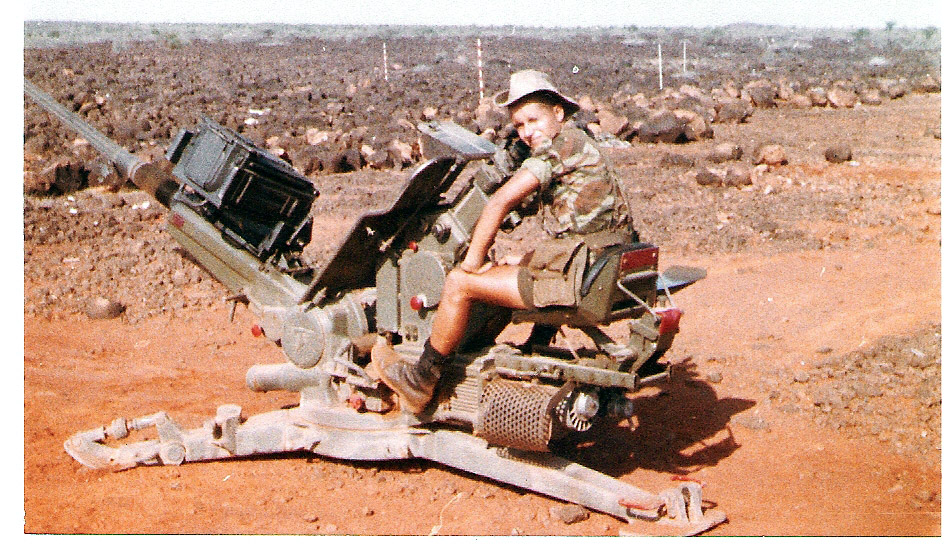
Monotube français de 30 mm Hispano-Suiza HS.831 (nommé dans l'armée française HSS pour Hybrid System Simulation). Aujourd'hui connu comme Oerlikon KCB.
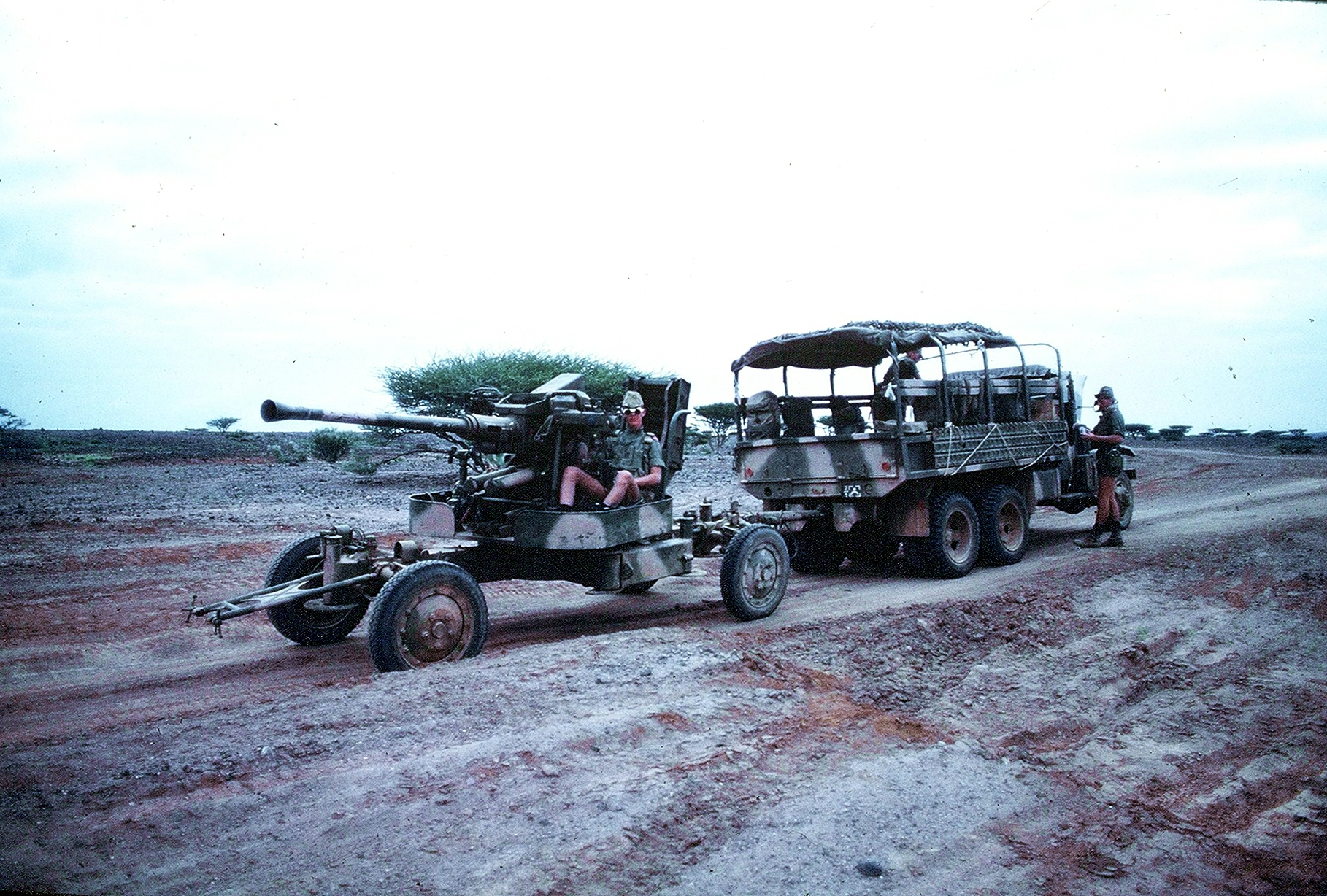
Canon de Bofors 40 mm avec tracteur GMC CCKW du 5e régiment interarmes d'outre-mer en 1984.
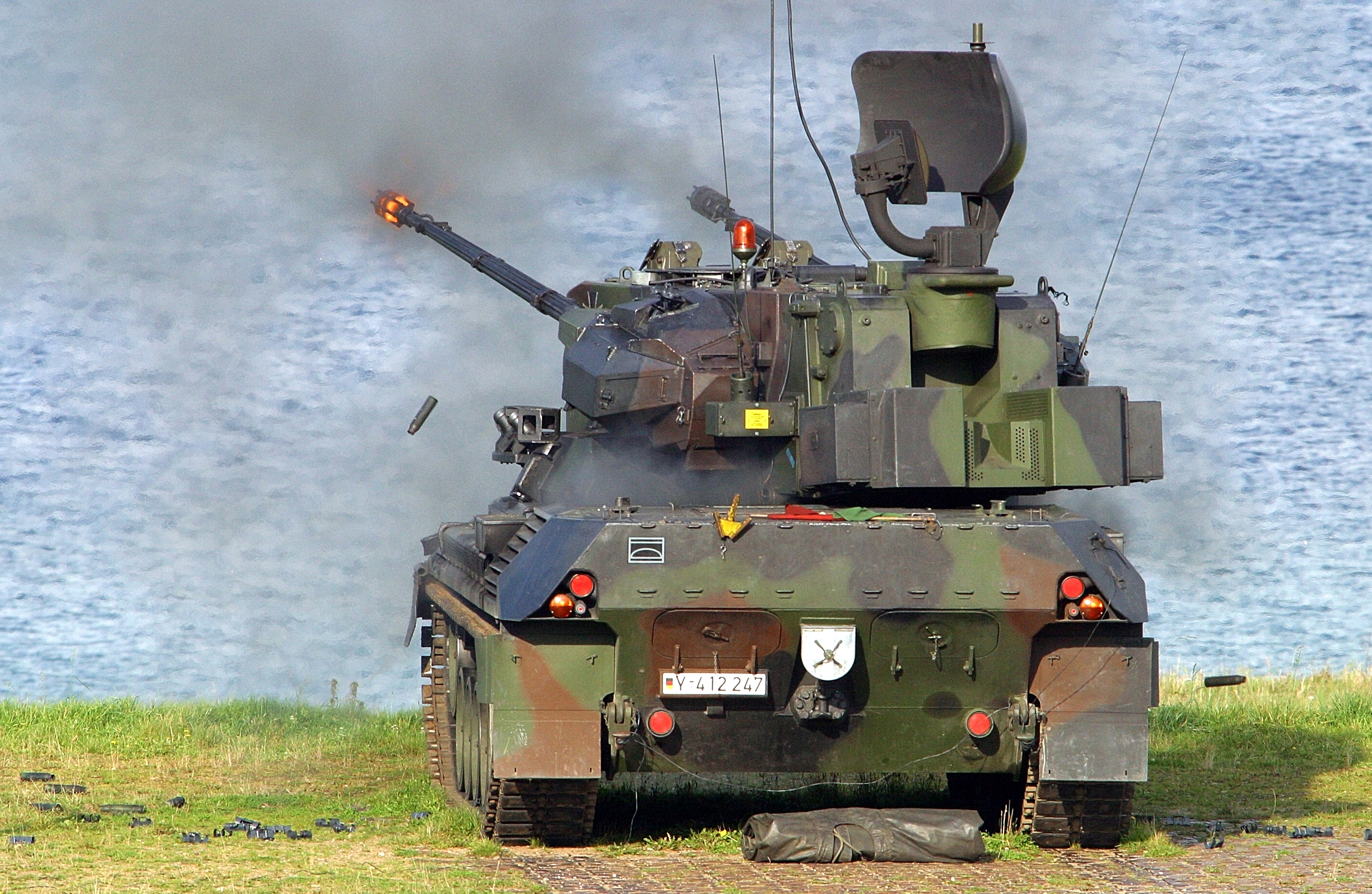
Canon antiaérien allemand Flakpanzer Gepard mis en service à partir de 1973.